# Méridien de référence de l'IERS

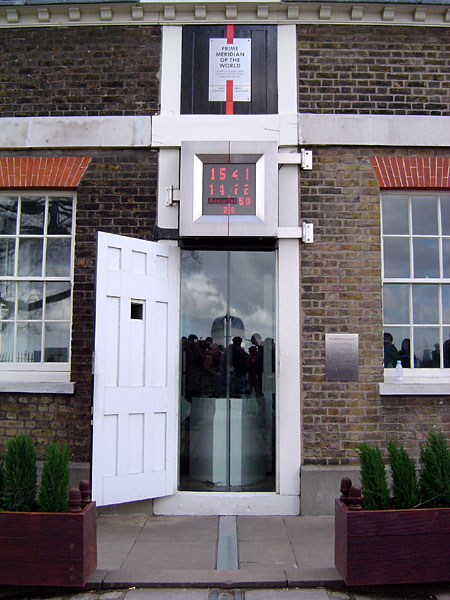
Matérialisation au sol du méridien de Greenwich ; à cette latitude, il est distant du méridien de référence de l'IERS, utilisé entre autres pour le GPS, d'une centaine de mètres.

Le méridien de référence de l'IERS, également connu comme méridien de référence international (en anglais : International Reference Meridian, abrégé en IRM), est le méridien de référence défini par l'International Earth Rotation and Reference Systems Service (IERS). À la latitude de Londres, il passe à une centaine de mètres à l'est de l'observatoire de Greenwich et du méridien auquel ce dernier a donné son nom. Il est également la référence pour le système de géolocalisation GPS et le système géodésique WGS 84.

## Caractéristiques
Le méridien de référence de l'IERS passe à 5,3 arcsecondes à l'est du cercle méridien d'Airy, soit environ 102 m à la latitude de l'observatoire de Greenwich. Cette différence de 5,3 arcsecondes est un héritage du premier système de navigation par satellite, le système TRANSIT, fonctionnant par effet Doppler et utilisé à partir de 1964. TRANSIT était développé par l'Applied Physics Laboratory de l'université Johns-Hopkins, situé dans le comté de Howard au Maryland, États-Unis, également lieu de la première station terrestre de TRANSIT. Les coordonnées de cette station dans le système géodésique nord-américain de 1927 — basé sur un ellipsoïde de référence destiné à coller au mieux à la forme du continent nord-américain, mais pas à celle de la Terre tout entière — furent utilisées pour des ellipsoïdes centrés sur la Terre, comme le World Geodetic System. En conséquence, les coordonnées des autres lieux de ces ellipsoïdes en furent décalées, particulièrement ceux situés assez loin.
Quand l'antenne d'une station TRANSIT fut montée directement au-dessus du cercle méridien de Greenwich en juin 1969, sa longitude fut mesurée à 5,64 arcsecondes à l'ouest du méridien de référence du système. Par la suite, plusieurs corrections de longitudes furent opérées en augmentant la précision des modèles gravitationnels tels que l'EGM96, en augmentant le nombre de stations terrestres (de seulement 4 à plus de 500) et en utilisant le système GPS.
L'Organisation hydrographique internationale a adopté une version de l'IRM en 1983 pour toutes ses cartes marines. Il a également été adopté pour la navigation aérienne par l'Organisation de l'aviation civile internationale en 1989. Les plaques tectoniques se déplaçant lentement à la surface de la Terre, la plupart des pays ont adopté une version fixe de l'IRM par rapport à leur propre plaque, comme le système géodésique nord-américain de 1983 (NAD83), le système de référence terrestre européen de 1989 (ETRF89) ou le système géodésique australien de 1994 (GDA94). Ces versions diffèrent de la version globale de quelques centimètres.
L'IRM est une moyenne pondérée des méridiens de référence de centaines de stations terrestres contribuant au réseau de l'IERS. Ce réseau inclut des stations GPS, de télémétrie laser sur satellites, de télémétrie laser sur la Lune et d'interférométrie à très longue base. Les coordonnées de toutes ces stations sont ajustées annuellement pour éliminer leur rotation relative aux plaques tectoniques principales.
Le temps universel est basé sur le méridien de référence utilisé par le WGS84. Du fait de modifications de la période de rotation terrestre, le temps universel coordonné, standard de temps sur Terre, peut différer du temps moyen observé sur le méridien jusqu'à 0,9 s (soit 260 m au sol à Greenwich). Des secondes intercalaires sont insérées périodiquement pour conserver UTC à proximité du temps solaire moyen.

## Géographie

### Dimensions
Comme tous les autres méridiens, la longueur du méridien de référence correspond à une demi-circonférence terrestre, soit 20 003,932 km. Au niveau de l'équateur, il est distant du méridien de Greenwich d'environ 167 m,.
Il passe au-dessus des océans sur environ 12 900 km de sa longueur, soit 64,5 % de celle-ci.

### Régions traversées
Depuis le pôle Nord et en se dirigeant vers le pôle Sud, le méridien de référence traverse successivement les lieux suivants :
| Lieu             | Coordonnées         | Longueur (km) |
| ---------------- | ------------------- | ------------- |
| Océan Arctique   | 90° 00′ N, 0° 00′ E | 933           |
| Mer du Groenland | 81° 39′ N, 0° 00′ E | 979           |
| Mer de Norvège   | 72° 53′ N, 0° 00′ E | 1 325         |
| Mer du Nord      | 61° 00′ N, 0° 00′ E | 807           |
| Royaume-Uni      | 53° 45′ N, 0° 00′ E | 330           |
| Manche           | 50° 47′ N, 0° 00′ E | 163           |
| France           | 49° 19′ N, 0° 00′ E | 737           |
| Espagne          | 42° 41′ N, 0° 00′ E | 305           |
| Mer Méditerranée | 39° 56′ N, 0° 00′ E | 118           |
| Espagne          | 38° 52′ N, 0° 00′ E | 26            |
| Mer Méditerranée | 38° 38′ N, 0° 00′ E | 311           |
| Algérie          | 35° 50′ N, 0° 00′ E | 1 552         |
| Mali             | 21° 50′ N, 0° 00′ E | 758           |
| Burkina Faso     | 14° 59′ N, 0° 00′ E | 430           |
| Togo             | 11° 06′ N, 0° 00′ E | 1             |
| Ghana            | 11° 06′ N, 0° 00′ E | 17            |
| Togo             | 10° 57′ N, 0° 00′ E | 39            |
| Ghana            | 10° 36′ N, 0° 00′ E | 551           |
| Océan Atlantique | 5° 37′ N, 0° 00′ E  | 7 275         |
| Océan Austral    | 60° 00′ S, 0° 00′ E | 992           |
| Antarctique      | 68° 54′ S, 0° 00′ E | 2 356         |